# Alphonse De Meulemeester
Alphonse De Meulemeester (Brugge, 1 mei 1876 - Knokke, 20 augustus 1927) was een Belgisch brouwer en voorzitter van Club Brugge.

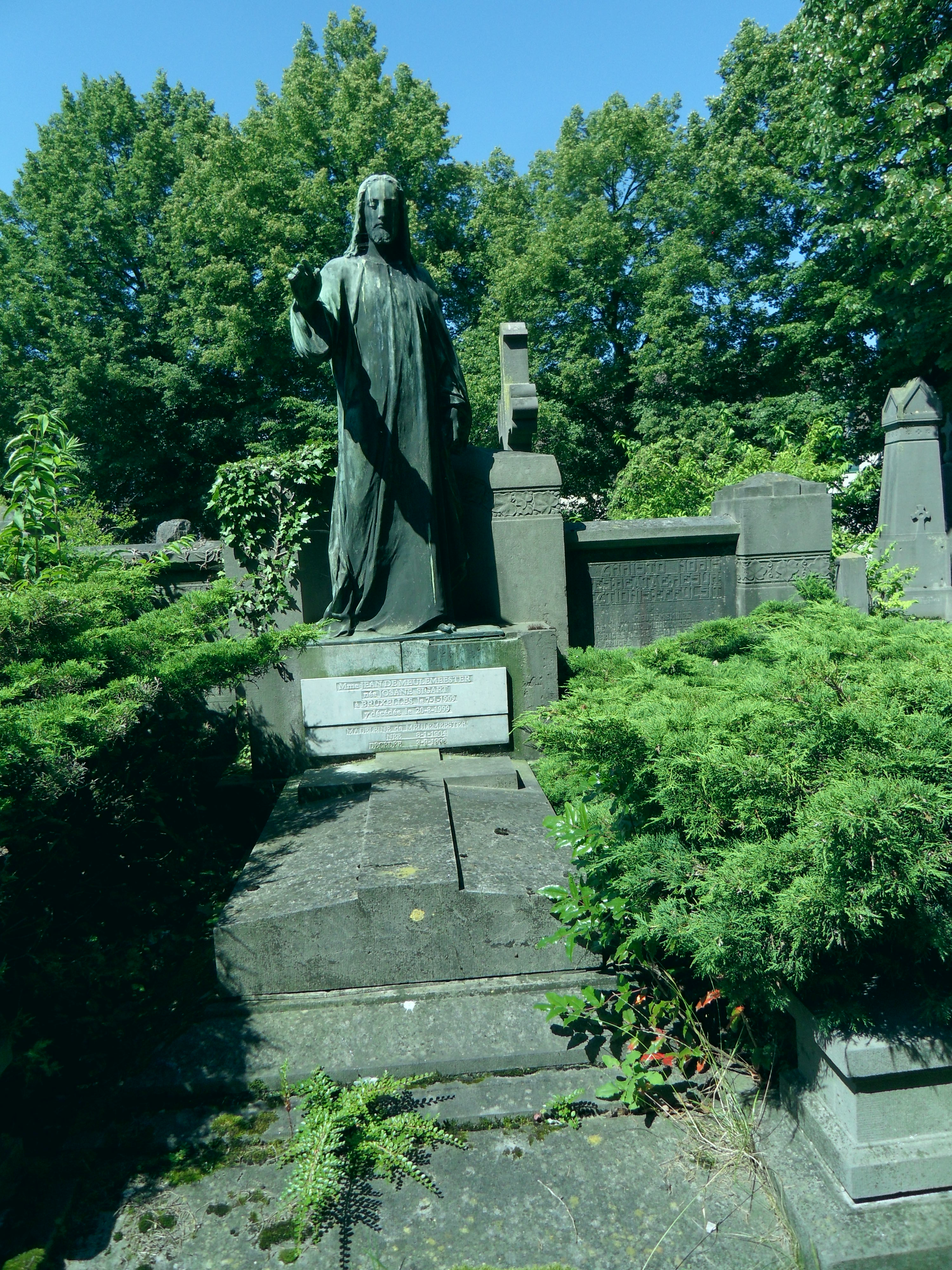
De graftombe van Alphonse De Meulemeester en Familie op het kerkhof bij de kerk van Sint-Kruis

## Levensloop
Alphonse Marie Léon Adolphe De Meulemeester was de jongste van de zes kinderen van Leon De Meulemeester en Virginie Verstraete.
Na zijn middelbare studies aan het Koninklijk Atheneum in Brugge, begon hij in 1895 de rechtenstudies aan de Rijksuniversiteit Gent en promoveerde er tot doctor in de rechten.
De familiale brouwerij werd geleid door zijn vader Leon De Meulemeester, vanaf circa 1890 bijgestaan door de oudste zoon Victor De Meulemeester. Kort na 1900 kwam Alphonse ze aan de leiding vervoegen. In 1906 stichtte zijn vader een vennootschap onder persoonlijke naam, met als mede-aandeelhouders drie van zijn vier kinderen Alice, Victor en Alphonse.
Alphonse trouwde met de Brusselse Marie-Jeanne Bruylant (1880-1935) en ze hadden zes kinderen, het eerste in 1904. Het gezin woonde toen in de Molenmeers, A30, op korte afstand van de brouwerij. Daarna huurde hij een huis langs de Langerei, aan de voet van de Gouden-Handbrug, rechtover de brouwerij. In 1914 vluchtten Alphonse en zijn broer Victor met hun gezin naar Engeland. Ze verbleven er in Londen waar ze meewerkten aan organisaties die steun verleenden aan de Belgische soldaten. Het bedrijf werd ondertussen door de oude vader en een paar medewerkers gerund. 
Na zijn terugkeer rustte de directie op zijn schouders. Zijn vader overleed in 1922 en zijn broer hield zich vooral met politieke activiteiten in de hoofdstad bezig. Alphonse ging in Sint-Kruis wonen, in een kasteeltje dat hij erfde van zijn moeder en dat door die haar vader en broer Verstraete gebouwd was aan de Brieversweg (nu Kastanjelaan).
Vijf jaar na zijn vader, drie dagen voor zijn broer, stierf Alphonse. Hij was pas 51 geworden en overleed in zijn zomervilla in Het Zoute. Hij werd begraven op het kerkhof van Sint-Kruis, na een uitvaartdienst in zijn parochiekerk.
Tijdens zijn leven was Alphonse De Meulemeester ook rechter bij de rechtbank van koophandel, bestuurslid bij de 'Vrienden van de Schamele Armen' en erevoorzitter of erelid van verschillende verenigingen die hij ondersteunde.

## Club Brugge
Alphonse De Meulemeester, die ook een actief tennisspeler was, was in zijn jeugdjaren voetbalspeler geweest bij Club Brugge en bij Leopold Club. Hij was pas 27 toen hij met unanimiteit verkozen werd tot voorzitter van de voetbalclub. Die jeugdige leeftijd werd gecompenseerd door zijn universitair diploma en door het prestige van zijn directiefunctie bij de brouwerij De Arend.
Hij werd een actieve voorzitter die vanaf 1908 ook zetelde in het Centraal Comité van de Belgische Voetbalbond. Vanaf 1911 werd hij heel wat minder actief en werd de vereniging voornamelijk geleid door de ondervoorzitter, Achille Grant-Dalton. 
Toen hij na de oorlog weer in het land was, liet Alphonse weten geen tijd meer te kunnen besteden aan de club. Het waren de jaren tijdens dewelke hij in de praktijk alleen aan de leiding stond van de brouwerij De Arend. Hij werd bij de Club opgevolgd door Albert Dyserynck en kreeg de titel van erevoorzitter.

## Nageslacht
Alphonse De Meulemeester had zes kinderen.
- Madeleine De Meulemeester (Brugge, 8 januari 1904 - Bosvoorde, 3 september 1996) en haar zus Marcelle De Meulemeester (Brugge, 28 juni 1911 - Ukkel, 23 december 2012) zetten zich tijdens hun studententijd in voor de Action Catholique Universitaire. Ze wilden graag sociaal actief zijn, maar gaven zich rekenschap dat dit, met hun Franse en Engelse opvoeding, in Brugge niet vanzelfsprekend was. Ze weken uit naar Bosvoorde bij Brussel en behoorden er tot de actieve stichters van de katholieke meisjesscouts in België, een beweging waar ze in Engeland kennis mee hadden gemaakt. Dit werd hun levenstaak. Na de Tweede Wereldoorlog klommen ze op tot in de internationale leiding van het scoutisme. Marcelle werkte in de jaren negentienvijftig verschillende jaren in Zuid-Afrika aan de promotie van interraciale scoutinggroepen, die in de jaren van apartheid verboden werden. Ze werkte nog in verschillende Afrikaanse landen en onder meer in Belgisch-Kongo, waar ze na 1960 werkte aan de opbouw van de scoutingbeweging.
- Jean (of John) De Meulemeester (Brugge, 1905 - 14 juni 1969) was bestuurder bij Aigle Belgica en trouwde met tenniskampioene Josane Sigart (1909-1999), finaliste in het dubbelspel op Wimbledon in 1931 en winnares in 1932. Ze hadden vier kinderen: Guy, Claudine, Evelyne en Brigitte De Meulemeester.
- Charles De Meulemeester (†1965) bleef vrijgezel.
- Pierre De Meulemeester was commissaris bij de nv Aigle Belgica.
- Georges De Meulemeester trouwde met Elisabeth Storms en was bestuurder bij Aigle Belgica.

Tijdens de Tweede Wereldoorlog maakten de broers en zussen zich verdienstelijk door het verbergen van Joodse kinderen. In dankbaarheid hiervoor werden ze als 'Rechtvaardige onder de volkeren' erkend, de twee zussen in 1999, de vier broers en echtgenoten in 2001.

## Nota
1. ↑  In dit werk is er verwarring tussen Alphonse De Meulemeester en zijn broer en vennoot, de politicus Victor. Het was de eerste die voorzitter was van Club Brugge, van 1903 tot 1914. Dezelfde verwarring tussen beide broers is te vinden op de webstek van Club Brugge en heeft zich vandaar uit nogal verspreid op het internet